# Похищението на Савоя
„Похищението на Савоя“ е българско-полско-съветски игрален филм (приключенски) от 1979 година на режисьора Вениамин Дорман, по сценарий на Исай Кузнецов и Анджей Шчипьорски. Оператори са Андрей Кирилов и Вадим Корнилиев. Музиката във филма е композирана от Анджей Кошински.

## Актьорски състав
- Влодзимеж Голачински – Янек Боровски
- Даря Михайлова – Таня Соколова
- Леонид Броневой – Жан Шало
- Антони Юраш – Станислав Вежански
- Александър Михайлов – Гидо Торстенсен
- Олга Остроумова – Валентина Соколова
- Михаил Глузски – Генрих Шарф
- Алгимантас Масюлис – Макс Абендрот
- Лъчезар Стоянов – Борде
- Игор Василиев – Лансие
- Александър Вокач – Велт
- Олев Ескола – Роггерс
- Леонид Марков – комисар Лафонте
- Григорий Лямпе – Робер
- Михаил Жигалов – Магнус
- Шавкат Газиев – Рамиро
- Юрий Перацкий – учителят
- Леон Немчик – Берже
- Бегалин Нартай – Джокер
- Георгий Мартиросян – пилот на „Савоя“
- Иван Йорданов – митничар